# Reinhard Müller (Architekt)

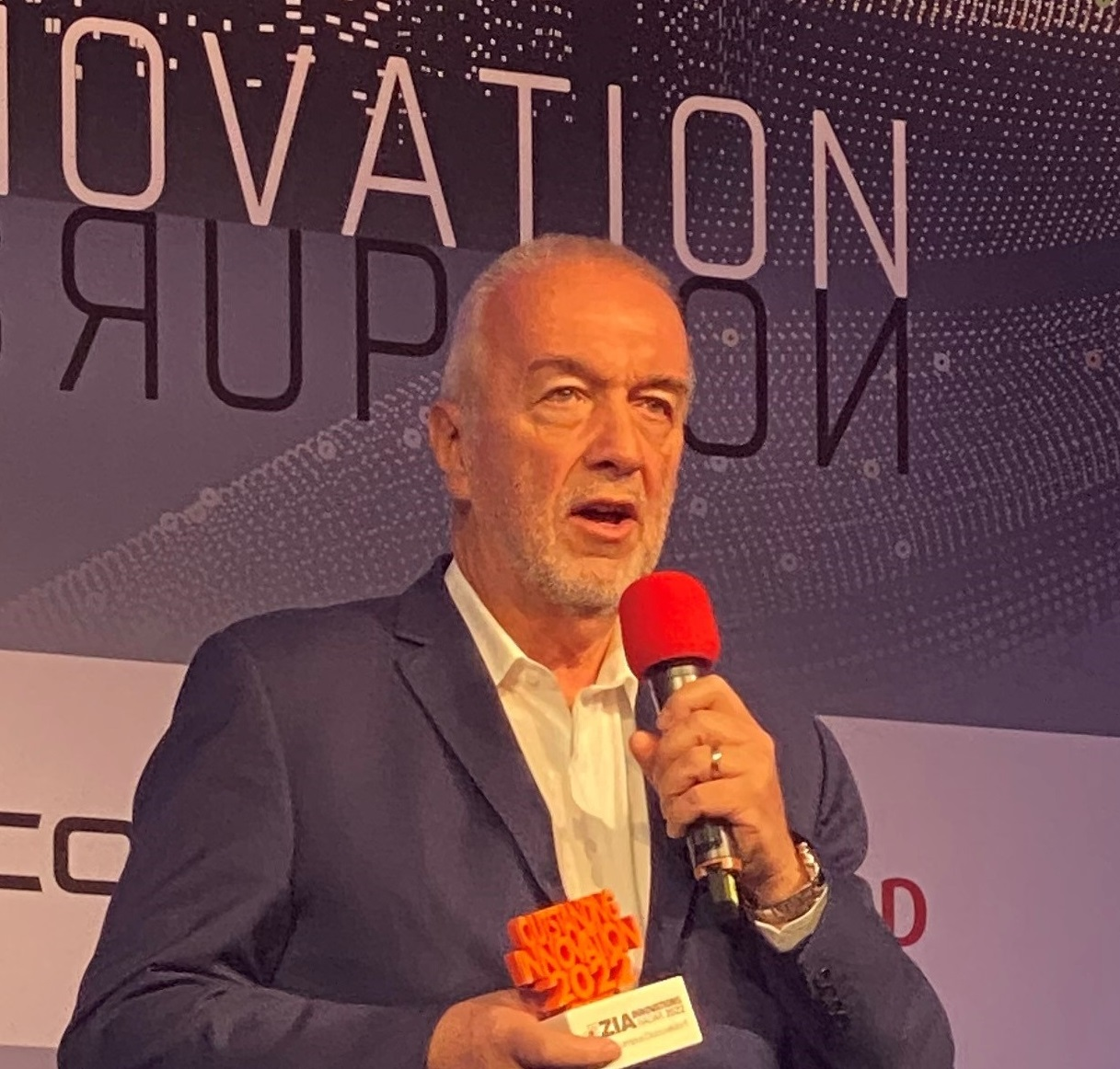
Reinhard Müller, EUREF AG

Reinhard Müller (* 1953 in Krefeld) ist ein deutscher Architekt und Stadtplaner. Seit 2008 ist er Vorstand der EUREF AG.

## Werdegang
Reinhard Müller studierte Architektur an der Fachhochschule Düsseldorf und Stadtplanung an der Technischen Universität Berlin. Im Jahr 1984 trat er in die Architektenkammer Berlin ein. Müller hat zahlreiche Altbauten in Berlin saniert, darunter das Haus Fromberg in der Kurfürstenstraße. Seit 1985 betrieb er die Firma REM, Gesellschaft für Stadtbildpflege und Denkmalschutz. Müller orientierte sich bei der Sanierung von Gebäuden an historischen Bildern und Zeichnungen.
Von 1996 bis 2004 war Reinhard Müller Mitglied im Landesdenkmalrat. Mit seiner 1999 gegründeten Stiftung Denkmalschutz Berlin hat er Millionen Euro eingeworben und unter anderem zur Sanierung des Brandenburger Tores und des Strandbads Wannsee eingesetzt.
Um das stillgelegte Gasometer in Schöneberg errichtet Müller das „Europäische Energieforum“, den EUREF-Campus. Dieses hat er seit 2008 zu einem klimaneutralen Stadtquartier mit Forschung, universitärer Lehre, etablierten Firmen und Startups entwickelt. Seit 2020 entwickelt er einen zweiten EUREF-Campus in Düsseldorf. Er ist Mitglied des Vorstands der EUREF AG.
Reinhard Müller ist verheiratet und hat eine Tochter.